# كاستيلنوفو دي فارفا
كاستيلنوفو دي فارفا هي كومونا (بلدية) في مقاطعة رييتي في منطقة لاتيوم الإيطالية ، والتي تقع على بعد حوالي 40 كيلومتر (25 ميل) شمال شرق روما وحوالي 20 كيلومتر (12 ميل) جنوب غرب رييتي .